# Providencia, Nayarit
Providencia är en ort i Mexiko.   Den ligger i kommunen Rosamorada och delstaten Nayarit, i den centrala delen av landet, 700 km väster om huvudstaden Mexico City. Providencia ligger 38 meter över havet och antalet invånare är 353.
Terrängen runt Providencia är varierad. Runt Providencia är det glesbefolkat, med 18 invånare per kvadratkilometer. Närmaste större samhälle är Rosamorada, 6,3 km sydost om Providencia. I omgivningarna runt Providencia växer i huvudsak lövfällande lövskog.